# Marjan Jerman
Marjan Jerman, slovenski televizijski in radijski novinar ter vojni dopisnik, * 30. november 1953, Naklo pri Črnomlju, † 23. marec 2020, Ljubljana.
Kot novinar RTV Slovenija oz. RTV Ljubljana je bil 1986 poročevalec iz Černobila, konec osemdesetih je poročal iz Kosova o Kosovsko-srbskem konfliktu, bil je vojni dopisnik z vojne v Sloveniji leta 1991 in območij nekdanje Jugoslavije - vojne na Kosovu leta 1999, med letoma 1991 in 1995 je poročal tudi o vojni na Hrvaškem ter v Bosni in Hercegovini. Zadnja leta se je na radiu in televiziji loteval težav malega človeka.
Od samega začetka je bil sodelavec oddaje TV Tednik, prepoznaven pa je bil tudi po oddaji Nedeljsko oko (stalni rubriki Nedeljskega popoldneva), ki jo je na radiu Val 202 nadaljeval kot Jermanovo uho.
Uradno se je upokojil 2018, čeprav je še vedno delal. Ob upokojitvi je prejel priznanje RTV Slovenija za življenjsko delo.
Bil je velik ljubitelj motornega zmajarstva in član Letalskega kluba Šentvid.
Dolga leta je bolehal za rakom na grlu, ki je močno vplival tudi na njegov glas. Umrl je za posledicami okužbe z virusom Covid-19.